# Оро Вали
Оро Вали (на английски: Oro Valley) е град в окръг Пима, щата Аризона, САЩ. Оро Вали е с население от 40 195 жители (2007) и обща площ от 82,7 km². Намира се на 798,57 m надморска височина. ЗИП кодът му е 85704, 85737, 85742, 85755, а телефонният му код е 520.